# 愛宕百韻
愛宕百韻（あたごひゃくいん）は、本能寺の変の直前に愛宕山で明智光秀が張行した連歌『賦何人百韻』の通称である。「明智光秀張行百韻」「天正十年愛宕百韻」とも。

## 概要
天正10年（1582年）5月24日（あるいは27日、28日）、明智光秀が山城国愛宕山五坊の一つである西之坊威徳院で、明智光慶、東行澄、里村紹巴、里村昌叱、猪苗代兼如、里村心前、宥源、威徳院行祐と巻いた百韻である。表向きは毛利征伐の戦勝祈願、実は織田信長を本能寺で破るための明智光秀の祈願をひそかにこめたものと伝える。
発句は光秀の「ときは今 あめが下しる 五月かな」、脇は行祐の「水上まさる 庭の夏山」、第三は里村紹巴の「花落つる 池の流を せきとめて」。発句は、明智の姓の「土岐」をいいかけて、「雨が下」に「天が下」をいいかけて、主人織田信長の殺害という宿願の祈請のものであるといい、紹巴はこのために責問を受けたという。また発句の「あめが下しる」を「あめが下なる」に改めたという。続群書類従に収める。
最も世間によく知られた連歌とされる。光秀の真意や、「あめが下しる」と「あめが下なる」のどちらであったかは議論があり、勢田勝郭は、もし発句が「天が下しる」なら、信長に代わって天下人たろうとする光秀の意思が、その披露の瞬間に、一座の全員に共有されるので、「天が下なる」でなければならないと主張する。『惟任退治記』では以下のように書かれている。「さて五月二十八日、光秀は愛宕山に登り、連歌一座を興行した。光秀の発句。時は今 天下しる 五月哉　いまこれを推量すると、この句がまさしく謀反の兆しであった。そのとき誰が彼の企みに気づいただろうか」（扨五月廿八日。登愛宕山。催一座之連歌。光秀發句云。時ハ今天下シル五月哉　今思惟之。即誠謀反之先兆也。何人兼悟之哉）。
「天が下しる」は天下を治めるという意味で、光秀の決意を示し、「時は今、土岐の一族である自分が天下を治めるべき季節の五月となった」の意であるが、「天が下なる」の場合は、「時は今、雨が下である五月」の意で、五月雨の光景となる。光秀失脚後、本能寺の変を事前に承知していたということで責められた紹巴が、もとは「天が下なる」であったのを光秀があとで「しる」に書き換えたと申し開きをしたなど、『三曉庵随筆』ほかの諸書にさまざまの伝説が見える。
現在流布している『信長公記』では、発句は「ときは今 あめが下知る 五月哉」、脇は行祐の「水上まさる 庭のまつ山」、第三は里村紹巴の「花落つる 流れの末を 関とめて」となっている。連歌の規則では、発句と脇は同季でなければならないが、脇句「水上まさる 庭のまつ山」では、無季となってしまい、明白に不可である。第三「花落つる 流れの末を せきとめて」には、「花が落ちつもったことだ。遣り水の流れの先をせきとめて〈ご謀反をおとどめしたい〉」や「花が落ちるが、その花で流れて行く≪謀反の≫水をせきとめたいものだ」といった解説が見られる。
張行日に関しては、『惟任退治記』『信長公記』以下、諸々の編纂された史書の類は一致して、「5月28日」となっているが、愛宕百韻の写本には「5月28日」となっているものはなく、続群書類従本と国会図書館本は「5月27日」で、それ以外は「5月24日」である。

## 関連文献
- 山田孝雄『連歌概説』岩波書店、1937年、NCID BN04022714[1]（再刊、1980年、NCID BN10260604）。
- 島津忠夫 校注『連歌集』新潮社〈新潮日本古典集成〉、1979年、ISBN 4106203332[1]（新装版、2020年、ISBN 978-4106208621）。
- 金子兜太「天正十年愛宕百韻」『波』第13巻第12号（通算120号）、1979年12月、16-18頁。
- 籬悠子（秋里悠児）「愛宕百韻を讀む」『丹波』第21号、2019年、66-68頁、NAID 40022119436。
- 勢田勝郭「『愛宕百韻』の注解と再検討」『奈良工業高等専門学校紀要』、第55号、2020年3月、41-28頁、ISSN 0387-1150。